# Luigi Falorni
Luigi Falorni (ur. 4 stycznia 1971 we Florencji) – włoski reżyser, scenarzysta i operator filmowy, mieszkający na stałe w Niemczech.
Wychowany w Toskanii, w 1994 rozpoczął studia reżyserskie w Wyższej Szkole Filmu i Telewizji w Monachium.
Największy rozgłos przyniósł mu nakręcony w Mongolii wraz z koleżanką ze studiów, Byambasuren Davaa, dokument Opowieść o płaczącym wielbłądzie (2003). Film był nominowany do Europejskiej Nagrody Filmowej i Oscara za najlepszy pełnometrażowy film dokumentalny.
Jego jedyna fabuła, Płonące serce (2008), startowała w konkursie głównym na 58. MFF w Berlinie. Obraz, opowiadający o dziewczynce zmuszonej do walki w charakterze żołnierza podczas wojny w Erytrei, spotkał się jednakże z chłodnym przyjęciem.